# Scotinella fratrella
Espèce
Synonymes
- Phrurolithus fratrellus Gertsch, 1935

Scotinella fratrella est une espèce d'araignées aranéomorphes de la famille des Phrurolithidae.

## Distribution
Cette espèce se rencontre des États-Unis du Texas à la Caroline du Nord jusqu'au Canada en Ontario,.

## Description
La femelle holotype mesure 2,02 mm.
Le mâle décrit par Platnick et Chamé-Vázquez en 2024 mesure 1,41 mm et la femelle 1,88 mm.

## Systématique et taxinomie
Cette espèce a été décrite sous le protonyme Phrurolithus fratrellus par Gertsch en 1935. Elle est placée dans le genre Scotinella par Dondale et Redner en 1982.

## Publication originale
- Gertsch, 1935 : « New American spiders with notes on other species. » American Museum novitates, no 805, p. 1-24 (texte intégral).